# Helga Seidler
Helga Seidler (Olbernhau, 5 de agosto de 1949) é uma ex-atleta alemã, competidora de provas de velocidade no atletismo.
Atleta do  SC Karl-Marx-Stadt, foi campeã individual dos 400 m e integrou o revezamento 4X400 m que venceu o Campeonato Europeu de Atletismo de 1971, em Helsinque, Finlândia. No mesmo ano, quebrou suas vezes o recorde nacional da prova da RDA.
Participou dos Jogos Olímpicos de Munique em 1972, conquistando a medalha de ouro no revezamento feminino 4X400 m da Alemanha Oriental, junto com  Dagmar Käsling , Rita Kühne e Monika Zehrt, que quebrou por duas vezes nos Jogos o recorde mundial da prova.
Depois do atletismo, Helga tornou-se professora de educação física e trabalhou no programa de esportes de seguro de saúde estatal da Alemanha Oriental.